# Exidiopsis mucedinea
Exidiopsis mucedinea är en svampart som först beskrevs av Narcisse Theophile Patouillard, och fick sitt nu gällande namn av K. Wells 1957. Exidiopsis mucedinea ingår i släktet Exidiopsis och familjen Auriculariaceae.   Inga underarter finns listade i Catalogue of Life.